# Museum van het communisme (Polen)

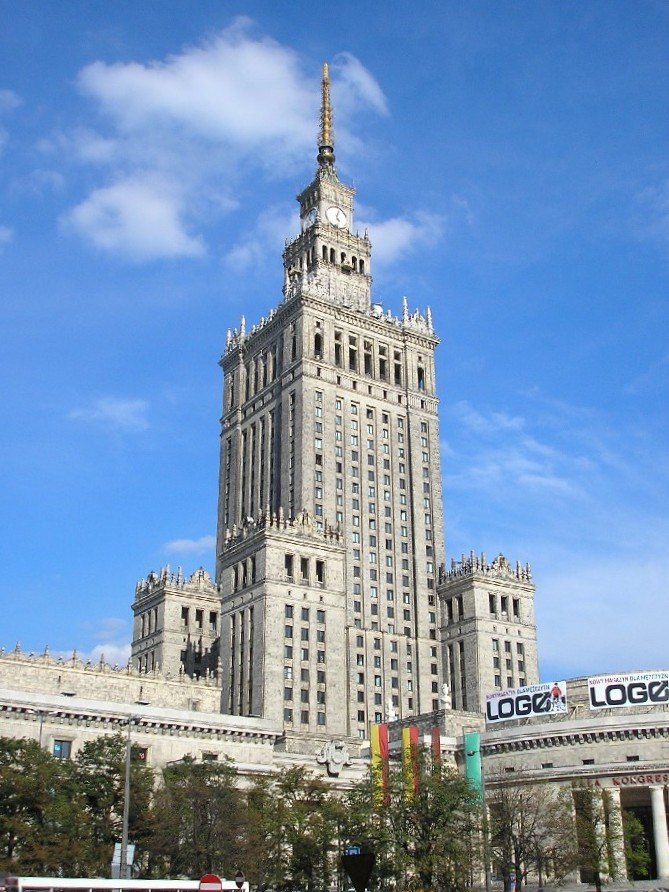
Het museum van het communisme zou in het Paleis van Cultuur en Wetenschap worden gevestigd.

Het Museum van het communisme was sinds 1999 gepland ter herinnering aan het communisme en zijn slachtoffers, in het Paleis van Cultuur en Wetenschap in Warschau. Het project is in 2011 afgelast.
In 1999 presenteerden Czeslaw Bielecki, Jacek Fedorowicz en regisseur Andrzej Wajda het plan om een monument te maken voor de slachtoffers van het communisme in het Paleis van Cultuur en Wetenschap, dat Jozef Stalin aan de Poolse bevolking had geschonken. Het had een museum moeten worden dat de realiteit van het communisme en de Koude Oorlog aan de volgende generatie over kon brengen. Lech Kaczyński, toenmalig burgemeester van Warschau, besloot in 2003 tot de oprichting van het museum. In 2011 blies de gemeente Warschau het project echter af, om in plaats daarvan te investeren in het Museum van de geschiedenis van de Poolse Joden.